# Trachylepis hildebrandtii
Trachylepis hildebrandtii este o specie de șopârle din genul Trachylepis, familia Scincidae, descrisă de Peters 1874. Conform Catalogue of Life specia Trachylepis hildebrandtii nu are subspecii cunoscute.